# Jakob Stockinger
Jakob Stockinger est un joueur international autrichien de rink hockey né en 1986. Il évolue, en 2015, au sein du RHC Dornbirn.

## Palmarès
En 2015, il participe au championnat du monde de rink hockey en France.